# Nước thải đô thị

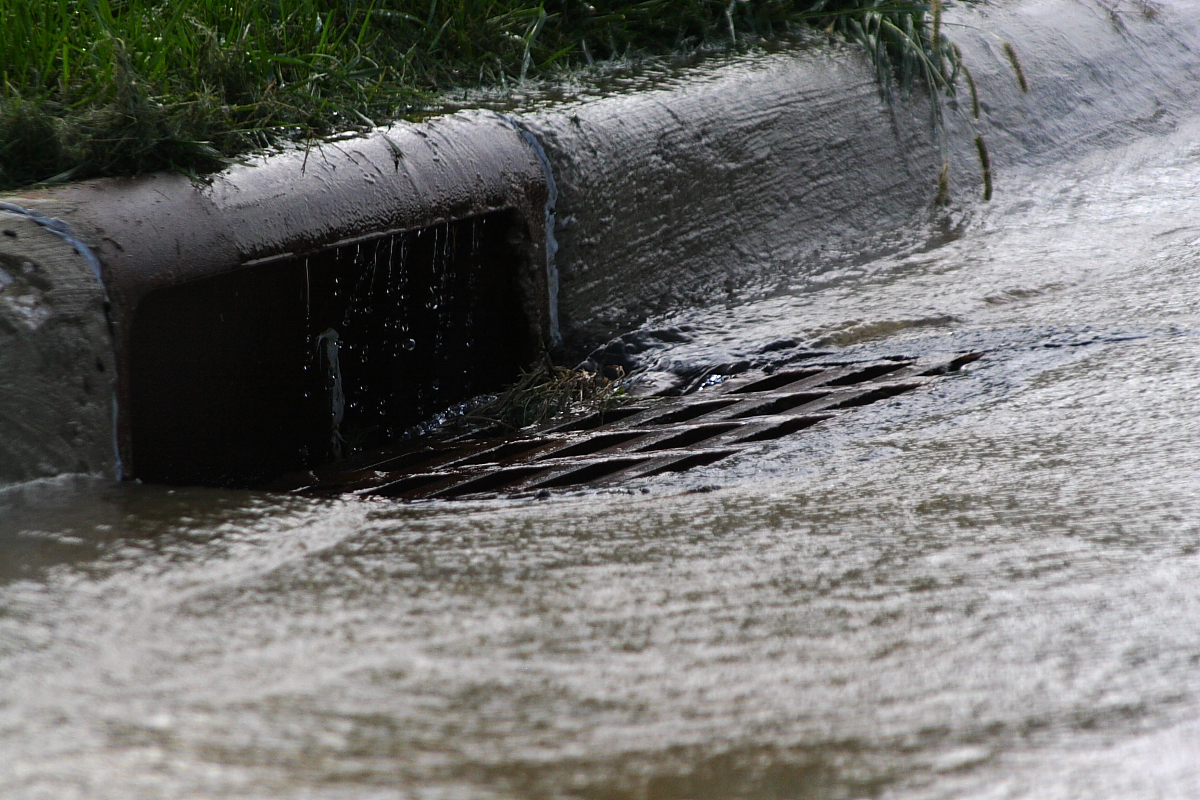
Nước thải đô thị chảy vào ống thoát mưa

Nước thải đô thị là nước mưa, nước tưới cảnh quan và nước rửa xe chảy ra từ các con đường, bãi đậu xe và vỉa hè trong các thành phố và khu đô thị. Đây là kết quả của quá trình đô thị hóa, khi các bề mặt không thấm nước như đường, bãi đậu xe và vỉa hè được xây dựng trong quá trình phát triển khu đất. Khi mưa, bão hoặc các sự kiện mưa khác xảy ra, nước mưa được đẩy trôi trên các bề mặt này (được làm từ vật liệu như bê tông và nhựa đường), cùng với nước từ mái nhà, trôi vào các ống thoát nước mưa thay vì được hấp thụ vào đất. Dẫn đến việc giảm mực nước ngầm (vì khả năng hấp thụ nước ngầm giảm) và gây lũ lụt do lượng nước trên bề mặt tăng lên. Hầu hết hệ thống xử lý nước thải của các thành phố xả nước mưa không qua quá trình xử lý ra các con kênh, sông và vịnh. Nước thải này cũng có thể tràn vào các tài sản của người dân qua việc ngập lụt tầng hầm và thấm qua tường và sàn nhà. Nước thải đô thị có thể gây ra nguy cơ lũ lụt và ô nhiễm nước lớn tại các khu đô thị trên toàn cầu.